# Socha Panny Marie Immaculaty (Karlovy Vary)
Socha Panny Marie neposkvrněného početí stojí na návrší nad křižovatkou ulic Hřbitovní a 5. května v městské části Drahovice v Karlových Varech. Je barokní a pochází z roku 1704?.

## Historie
Socha zde byla postavena v roce 1704. Podle jiného zdroje nechal sochu zhotovit Leopold Selb již v roce 1703. Původně zřejmě stála na nedalekém místě a na stávající zděnou terasu byla přesunuta nejspíše při rozšiřování zdejší silnice. Během roku 2009 byla renovována a její okolí vyčištěno.
K další obnově sochy došlo v roce 2016 z podnětu lékaře Stanislava Kloze. Poté byla vysvěcena Mons. Josefem Mixou. Do pomoci s úpravou místa se zapojily také Lázeňské lesy.

### Šibeniční vrch
Poblíž sochy Panny Marie se nachází místo původně zvané Šibeniční vrch (stojí zde altán Bellevue), kde až do zrušení hrdelního soudnictví v roce 1786 stávalo staré karlovarské městské popraviště se šibenicí. Popravovalo se zde od prosince 1593, kdy město získalo od Rudolfa II. hrdelní právo. Odsouzení k popravišti stoupali Ondřejskou ulicí právě kolem sochy Panny Marie neposkvrněného početí, kde se mohli před popravou pomodlit.

## Popis
Pískovcová barokní socha od neznámého autora je umístěna na pomezí bývalých samostatných obcí Drahovice a Karlovy Vary. Představuje Pannu Marii stojící na hadovi, který obtáčí Zemi. Výjev symbolizuje vítězství dobra nad zlem (odkaz na Zjevení sv. Jana, 12. kap.).
Socha je postavena na nízkém válcovém soklu, umístěném na hranolovém podstavci s horní i spodní krycí deskou. Na přední straně podstavce je monogram „IHS“, zkratka jména Ježíšova. Na pravé boční straně je letopočet 1704, na levé pak další monogram. Podstavec stojí na jednom kamenném stupni. Kolem sochy je kovová ohrádka obdélného půdorysu.